# ФК Ђердап Кладово
ФК Ђердап је фудбалски клуб из Кладова, Србија, и тренутно се такмичи у Српској лиги Исток, трећем такмичарском нивоу српског фудбала. Клуб је основан 1932. године.
Сезону 2012/13. Ђердап је завршио на другом месту Поморавско-Тимочке зоне, тако да је са другопласираном екипом Нишке зоне (Слога Лесковац) играо бараж за улазак у Српску лигу Исток. Ђердап је у првом мечу баража поражен са 2:1 у гостима, али је код куће победио са 1:0 и тако обезбедио пласман у Српску лигу Исток, где се последњи пут такмичио у сезони 2006/07.